# Gao (Mansa)
Gao fue el séptimo Mansa del Imperio de Malí del 1300 al 1305, el primero del linaje Kolonkan.
Se llamaba Ko Mamadi y era descendiente de Kolonkan, la hermana de Sundiata Keita; Gao fue elegido mansa por la Gbara al morir Sakoura durante el regreso de su hajj. Gobernó con el nombre de Gao hasta 1305, cuando fue sucedido por su hijo Mohammed ibn Gao.
| Predecesor: Sakoura | Mansa de Malí 1300 – 1305 | Sucesor: Mohammed ibn Gao |